# خوشة غل (سيلتان)
خوشة غل (بالفارسية: خوشه گل) هي قرية تقع في إيران في قسم سيلتان الريفي. يقدر عدد سكانها بـ 23 نسمة بحسب إحصاء 2016.